# Ludo krstarenje
Ludo krstarenje (eng. Boat Trip) je američka komedija iz 2003. godine, koju je režirao Mort Nathan.

## Radnja
Jerry i Nick su dva prijatelja kojima su ljubavni životi dodirnuli samo dno. Jerry je do dna stigao u trenutku kada se ispovraćao po svojoj uštogljenoj i pretencioznoj djevojci Feliciji, koju je trenutak prije pokušao zaprositi (Jerry i njegova djevojka su se pri tome vozili u velikom balonu na topli zrak). 
Nakon što su slučajno susreli prijatelja koji se oženio prekrasnom djevojkom, koja je daleko izvan njegove lige a koju je upoznao na krstarenju, prethodno spomenuti dvojac pokušava pobjeći od svojih problema čineći isto što je napravio i njihov prijatelj, tj. oni odlučuju rezervirati karte za isto takvo krstarenje. Na putu do turističke agencije oni, na parkingu, imaju kratki susret s homoseksualcem koji se pretvara da nije homoseksualac. Potom, Nick i Jerry ulaze u agenciju, u kojoj shvaćaju da taj čovjek (s kojim su se na parkingu posvađali) radi baš u toj agenciji a nakon čega nastavljaju s prethodno započetom svađom. Potaknut svađom (bar se tako činilo u tom trenutku), upravitelj agencije (Will Ferrell) se ispričava za grube riječi upućene od njegovog zaposlenika, nakon čega oosbno radi rezervaciju njihovih karata. Međutim, Nick i Jerry nisu svjesni činjenice da ih je upravitelj agencije upravo strašno prevario, ne bi li im se na taj način osvetio za Nickovo vrijeđanje osobe, koja će se nakon što oni napuste agenciju, pokazati njegovim ljubavnikom (upraviteljevim).
Potom se Nick i Jerry uspijevaju ukrcati na brod, ne primijetivši veliko platno na strani broda na kojem se objavljuje da ovaj brod služi homoseksualnoj zajednici. Nakon što brod isplovi iz luke, postaje očigledno da je isti krcat homoseksualcima. U pokušaju napuštanja broda, Nick ispaljuje signalnu raketu u zrak, u nadi da će se pojaviti brod s ljudima heteroseksualnog opredijeljenja. Međutim, kasnije se ispostavlja, kako je signalna raketa pogodila helikopter koji je prevozio švedski ženski tim koji se natječe u disciplini najboljeg tena. Naravno, taj pogodak signalnom raketom je uzrokovao pad tog helikoptera. Brod, na koje se nalazi dvojac glavnih likova, spašava tucet prekrasnih plavuša, koje na vrlo kratkoj uzici drži njihova trenerica, koja je odlučna u tome da ih drži podalje od muškaraca. 
Jerry pokušava iskoristiti trenutnu situaciju na najbolji mogući način, tj. on pokušava zavesti ljupku instruktoricu plesa, heteroseksualnog oprijedjeljena, sve dok ga ne snađe nevolja u obliku njegove bivše i razmažene djevojke, koja ga želi nazad. 
Nadalje, Nick napreduje u svom odnosu s jednom od članica bikini-tima. On, tijekom putovanja, također saznaje i mnogo toga o sebi. Nick zapravo otkriva kako uživa biti u društvu homoseksualaca, koji mu polako postaju prijatelji, nakon što otkrije kako se oni ne razlikuju mnogo od heteroseksualaca. Nakon što se probudi u istom krevetu s jednim od njih, Nick počinje vjerovati kako je imao seksualni odnos njim, te zbog toga počinje o sebi razmišljati kao o skrivenom homoseksualcu. Njegovo prethodno spomenuto razmišljanje biva raspršeno, nakon što mu muškarac s kojim se našao u krevetu, govori kako se između njih nije ništa dogodilo a nakon čega on nastavlja sa zavođenjem plavokose Šveđanke.
Potom, Jerryjeva bivša djevojka pronalazi njegov brod, nakon čega namjerava da se pomiri s njim. No, prije nego uspije s njim progovoriti, ona ga viđa kako se ponaša i pleše kao "Jerry homoseksualac". Nakon prethodnog događaja, Jerry pokušava uvjeriti svoju bivšu djevojku kako je on heteroseksualac, pri čemu istovremeno, tim istim postupkom, izdaje Gabriellu. Felicia i Jerry se potom odlaze vjenčati. No, tijekom njihovog vjenčanja, u trenutku kada svećenik izgovara riječi "zauvijek zadržite svoj mir", Nick ljubi Jerryja, nakon čega, uz pomoć Hectora, odlaze pronaći Gabriellu. Nadalje, u svrhu pomirenja i ponovnog uspostavljanja veze s Gabriellom, koje naposljetku završava sretno, Loyd i Jerry se padobranom spuštaju na brod na kojem se ona nalazi. Potom, Nick odlazi u Švedsku pronaći Ingu, tek da bi otkrio kako ona nije kod kuće, no zato njena mlađa sestra jest. Film završava s govorom Ingine majke, koja obaviještava Nicka da će trenerica Ingine mlađe sestre doći na večeru. Za sam kraj slijedi neugodan susret Nicka s trenericom, za koju se ispostavlja da je ista ona koju je Nick susreo na brodu, tj. trenerica Ingine sestre je ista osoba koja je trenirala i Ingu.  

## Uloge
- Cuba Gooding, Jr. kao Jerry Robinson
- Horatio Sanz kao Nick Ragoni
- Roselyn Sanchez kao Gabriella
- Vivica A. Fox kao Felicia
- Victoria Silvstedt kao Inga
- Roger Moore kao Lloyd Faversham
- Artie Lange kao Brian
- Richard Roundtree kao Felicijin otac
- Will Ferrell kao Brianov dečko

## Nominacije
Film je bio nominiran u dvije kategorije za neslavnu nagradu Zlatna malina, a te kategorije su: najgori glumac (Cuba Gooding, Jr.); najgori redatelj (Mort Nathan).

## Recepcija
Kritičari su razapeli film, koji je uz to i loše prošao na kino blagajnama. Chris Rock je tijekom TV prijenosa dodijele Oscara 2005. zbijao šale na račun Cube Gooding, Jr-a, zbog toga što je glumio u ovom filmu nakon što je prethodno osvojio Oscara. 

## Vanjske poveznice
- Službena stranica
- Ludo krstarenje u internetskoj bazi filmova IMDb-a